# Damalis dravidica
Damalis dravidica là một loài ruồi trong họ Asilidae. Damalis dravidica được Joseph & Parui miêu tả năm 1985. Loài này phân bố ở miền Ấn Độ - Mã Lai.